# Propriedade (filosofia)
Propriedade, no sentido filosófico, constitui uma categoria de atributos de entidades ontológicas, atributos que se distinguem uns dos outros na qualificação das entidades. Dada a complexidade da caracterização das noções, este é um assunto em que é plausível encontrar controvérsias entre filósofos.

## Propriedade em filosofia lógica
Em filosofia da linguagem, ou semântica, propriedade é o significado ou o conteúdo semântico atribuído a predicados monádicos. Uma propriedade caracteriza-se por ser predicável ou exemplificável de/por algo. Predicação consiste na atribuição de propriedades a uma entidade (coisa ou indivíduo). Indivíduos e coisas formam aquelas categorias de entidades potencialmente objecto de predicações ou exemplificações de propriedades. Propriedades podem ser predicadas a outras propriedades de ordem inferior.
Do ponto de vista semântico, propriedades como “é água” e “é H2O” não são sinónimos, porque exprimirem intensões distintas, muito embora tenham a mesma extensão. Nem todos os filósofos aceitam contextos intensionais. Estes filósofos adotam um ponto de vista apenas num contexto extensional, em que propriedade é vista como aquilo que é referido ou designado por predicados monádicos, pois, não passam de conceitos diferentes, ou representações mentais diferentes, da mesma propriedade. A propriedade de ser água, ou ter dois átomos de hidrogénio e um átomo de oxigénio, são conteúdos de uma única propriedade.
Para além de as propriedades serem referidas por predicados monádicos, também podem ser caracterizadas como aquilo que é designado ou referido por certas nominalizações ou termos singulares de um certo tipo. São termos complexos que resultam da aplicação a predicados monádicos, ou a frases abertas com uma variável livre, de um operador de abstracção de propriedades.

## Propriedades qualitativas e não qualitativas
Há uma distinção, que é intuitiva, entre propriedades puramente qualitativas (ou gerais) e propriedades não qualitativas. Uma propriedade qualitativa de uma coisa é uma propriedade cuja significação não é feita sob qualquer referência a um indivíduo, ou objecto particular, através do uso de um nome próprio ou de qualquer outro tipo de designador.

## Propriedades relacionais e não relacionais
Também temos uma intuição para distinguir propriedades relacionais de propriedades não relacionais. Uma propriedade relacional de um objecto é uma propriedade em cuja especificação é feita uma menção a uma certa relação entre objectos. Existirão propriedades que são simultaneamente qualitativas e relacionais. Por exemplo, a propriedade de uma pessoa ter aqueles pais como progenitores e apenas aqueles; apesar de haver um aspecto relacional nessa propriedade, não deixa também de ser uma propriedade essencial ou qualitativa. Mas em sentido estrito, as propriedades distinguem-se das relações.

## Propriedade em filosofia política e social
Não se deve confundir o sentido acima referido com o sentido social, que significa uma pessoa ter uma coisa e o direito de a usar, ou seja, ser seu proprietário. Neste outro sentido, o uso de coisas por uns implica a exclusão do seu uso por outros. Mas em filosofia política, há diferenças entre certos tipos de propriedade. Por exemplo, o direito à propriedade dos meios de produção é diferente do direito à propriedade adquirido pelo consumo. Há diferença entre propriedade de produtor e propriedade de consumidor.